# Ернст Толлер
Ернст Толлер (нім. Ernst Toller, 1 грудня 1893 — 22 травня 1939) — німецький поет, драматург, революціонер, антифашист, голова Баварської Радянської Республіки, одна з найяскравіших постатей експресіонізму.

## Біографія
Ернст Толлер народився в прусському містечку Шамоцин в провінції Позен (нині Польща) в купецькій єврейській родині. Після школи він вступив у Гренобльський університет у Франції, де його і застала Перша світова війна.

### Перша світова
Повернувшись у Німеччину, Толлер добровольцем пішов на фронт, тринадцять місяців він провів на передовій, де його ура-патріотизм змінився жахом перед безглуздим вбивством; додому він повернувся пацифістом. На фронті Толлер почав писати свою першу п'єсу — «Преображення» (нім. Die Wandlung).
Демобілізований через хворобу, він попрямував до Берліну, де зблизився з радикально миследумниv Максом Вебером. Однак і погляди Вебера не задовольняють Толлера, вважає, що недостатньо повалити кайзера і змінити виборчу систему — треба, щоб змінилась людина.
Намагаючись продовжити навчання, Толлер вирушив до Гайдельберга. Там разом з іншими студентами він незабаром створює антивоєнну організацію — «Культурно-політичний союз німецької молоді». На Союз відразу ж обрушуються звинувачення в зраді батьківщині, військова влада Німеччини забороняє його, членів відправляють на фронт, а Толлера садять у військову в'язницю. Пізніше стараннями матері, яка не вірила, що її син зрадник, Ернста переводять в психіатричну лікарню, де він довго не витримує і домагається зворотного переведення у в'язницю.
Вийшовши на свободу, Толлер вирушив до Мюнхена, де спалахнув антивоєнний страйк. Він знайомиться з лідером незалежних соціал-демократів Куртом Айснером, допомагає робітникам складати декларації, читає на мітингах свою першу п'єсу. Незважаючи на молодість, Толлер виявляє потужну харизму, здатність переконувати людей, обирається членом страйкового комітету мюнхенських робітників і мимоволі стає одним з лідерів страйку. Стайк викликає великий відгук на фронті, солдатські бунти і братання. Толлера знову саджають у в'язницю — нібито за дезертирство. У переповненій дезертирами в'язниці панує атмосфера божевілля і відчаю:
«Осколками скла вони розкривають собі вени, розривають простирадла і звивають з полотнищ мотузки, кидаються в кам'яні прольоти сходів. Я ніколи не забуду пронизливого тваринного крику, який увірвався одного разу вранці в мій сон; я схопився і теж закричав і, чужий сам собі, кричав і кричав, не перестаючи...»12[джерело?]
У цій атмосфері Толлер починає писати вірші (майбутня книга «Пісні ув'язнених» (нім. Gedichte der Gefangenen). Вийшовши з в'язниці, він у 1919 році закінчив експрісіоністську антивоєнну п'єсу «Преображення», одну з головних12[джерело?] п'єс німецького експресіонізму. «Переображення» відразу стає дуже популярним12[джерело?], його багато разів ставлять у Берліні, а потім і в інших країнах, зокрема, в Радянській Росії.

### Баварська Радянська Республіка
Тим часом війна закінчилася поразкою, в листопаді 1918 року в Німеччині сталася Листопадова революція, кайзер біжить в Голландію. У Баварії до влади приходять ліві соціалісти на чолі з Куртом Айснером, проголошується Баварська соціалістична республіка. Толлер їде в Мюнхен, допомагати Айснеру, але незабаром вбиває офіцер-монархіст Антон фон Арко ауф Валлей. Починаються заворушення, в результаті яких на початку квітня 1919 року владу беруть робочі Ради — і Толлер в 25 років стає одним з лідерів республіки (разом з поетом Еріхом Мюзамом, філософом-анархістом Густавом Ландауером і революціонером російського походження Євгеном Левіне).
До цього часу в Берліні вже були вбиті лідери «Союзу Спартака» Карл Лібкнехт і Роза Люксембург, в країні почалася хвиля репресій. Берлін не визнав Радянську республіку і направив в Баварію війська. Генералітет, бажаючи відігратися за програну війну, кидає на Мюнхен величезні сили з артилерією і бронепоїздами. Починається громадянська війна, і переконаний пацифіст Толлер стає керівником оборони.
Ставши командиром Червоної армії, в першому ж бою Толлер здобув перемогу: червоноармійці змусили фрайкори відступити і полонили 50 офіцерів, яких він розпорядився звільнити. Він також заборонив вести артилерійський вогонь по місту, зайнятій супротивником, — адже там були і мирні жителі. Прихильник безкровної революції, Толлер щосили намагається обійтися без зайвих жертв, веде переговори, виступає проти введення смертної кари, нікого не розстрілює, відпускає полонених солдатів і офіцерів додому і т. д. Втім, протилежна сторона в переговорах не зацікавлена і продовжує наступ.
В результаті такої політики, внутрішніх чвар і нерівності сил (кілька тисяч робітників проти 60-тисячної армії) республіка Рад тримається менш як місяць. Коли стає ясно, що становище безнадійне, Толлер пропонує уряду піти на переговори про капітуляцію. Проте комуністи відмовляють йому. Толлер йде з посади командувача і стає рядовим червоноармійцем.
1 травня 1919 р. німецькі війська та загони фрайкору взяли Мюнхен і влаштовують масовий терор. Багато сотень невинних людей і майже всі керівники республіки розстріляні. Однак Толлер кілька місяців переховується (серед інших йому допомагає Райнер Марія Рільке). Його знайшли вже після закінчення розправ і в червні 1919 року засудили на п'ять років тюрми.

### Тюрма і розквіт творчості
В тюрмі для політв'язнів у Нідершененфельді Толлер написав свої кращі експресіоністські драми — «Людина-Маса» (Masse-Mensch) і «Німецький каліка» (Der deutsche Hinkemann) (а також п'єси «Руйнівники машин», «Звільнений Вотан», «Помста осміяних коханців») У розпал роботи над «Німецьким калікою» Толлеру пропонують бігти. Шанси на успіх великі — але Толлер так захоплений п'єсою, що, помучившись, відмовляється і залишається у в'язниці ще на три роки. Тут же він створює кілька збірок віршів. Ромен Роллан писав про ці вірші:
«Оголені нерви, болісно, судомно реагують на найменше зіткнення із зовнішнім світом. Сутінкові тіні і відблиски заходу оживляють тюремну камеру п'янкими танцями; все наповнюється життям і рухом; цілий всесвіт вирує у вузькому просторі камери. Він здобув чудову здатність втілюватися у все, що його оточує. Він почуває себе братом ось цієї дівчини — майбутньої матері, що проходить по тюремному подвір'ї, братом навіть своїх вартою. Більш того, він брат всього сущого, бо все життя — дощ, каміння, зів'яла квітка, весняна зелень, пробивається крізь бруд тюремного двору...»

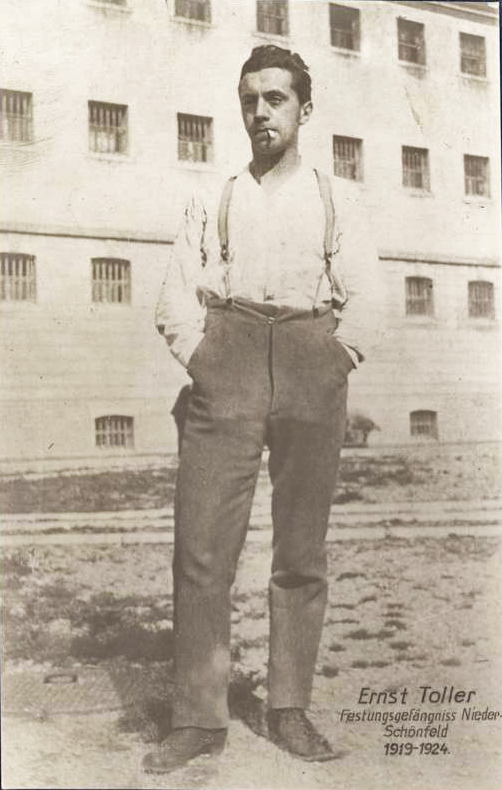
Ернст Толлер в ув'язненні

Толлер стає найзнаменитішим німецьким драматургом та політв'язнем. Його п'єси безупинно йдуть в Німеччині, вистави перетворюються на стихійні мітинги. Драми переводять на багато мов, ставлять кращі режисери авангардного театру, такі як Ервін Піскатор і Всеволод Мейєрхольд. У 1919 році в Берліні виставою «Преображення» відкривається спеціальний экспрессионистский театр «Трибуна». Толлер і його товариші революціонізують театр, який бачиться їм духовним братством глядачів і акторів, будинком містерії, що змінює людину. Велику роль у постановках починають грати світлові ефекти, гротескні сцени, виплеск емоцій. Від акторів потрібно не характерність, а навпаки, вираження глибинної суті людини в момент найвищої напруги духовних сил.

### Антифашизм
У 1925 році Толлер виходить на свободу. Незважаючи на славу, його чекає розчарування. За п'ять років Німеччина змінилася, часи катарсису, відкритості і пошуку пройшли, всі змирилися з тим, що є. Революція, будівництво нового світу вже нікого навсправжки не цікавлять. Про це Толлер пише останню зі своїх найкращих п'єс — «Ура, ми живі!» (Hoppla, wir leben!). Далі Толлер пише мало — все більше віддаючись політиці. Він пише ще кілька п'єс — «Сліпа богиня» (Die blinde Göttin), «Гаси котли!» (Feuer aus den Kesseln!), «Диво в Америці» (Wunder in America), «Світу не буде!» (Nie wieder Friede!), «Пастор Халь» (Pastor Hall) — але вони здебільшого публіцистично-антифашистські і виходять нудніше, ніж ранні речі. Для експресіонізму потрібен новий катарсис, а його немає. Головною справою Толлера стає боротьба з фашизмом. Глибоко відчуваючи колективну свідомість, він раніше за інших розуміє, що таке фашизм — загнане вглиб розчарування, сліпа дія людини, що втратила зв'язок з собою.
Ще у в'язниці Толлер написав п'єсу «Звільнений Вотан» з божевільним перукарем, виглядає як сатира на Гітлера. Те, що письменник говорить у 1930 році, здається пророцтвом: «Європу чекає царство фашизму, яке скінчиться жахливою війною». Він каже, що Гітлер, отримавши владу, ніколи її не віддасть, що опозиція буде безсила перед державою.
Цікавлячись усіма спробами будівництва нового життя, Толлер багато їздить — і в 1930 випускає книгу «Вздовж і впоперек» (Quer durch) про подорожі в СРСР, Америку, Індію і Палестину. В СРСР Толлер приїжджав двічі — в 1926 і 1934 роках. Радянська Росія, до якої Толлер ставився дуже доброзичливо, досить його розчарувала. Віктор Серж згадував про це:
«Що я не можу передати, так це атмосферу гнітючої нудотної дурниці на письменницьких зборах, зведених до ревного служіння владі. Між нами сидів Ернст Толлер, який нещодавно вийшов з баварської в'язниці. Йому уривками переводили промову і його великі чорні очі на обличчі, повному сили і спокою, висловлювали розгубленість. Звичайно, бунтівний поет уявляв собі радянську літературу трохи інакше».
28 лютого 1933 року, у ніч підпалу рейхстагу, в квартиру Толлера увірвалося гестапо — арешту і вбивства він уникнув тільки тому, що напередодні поїхав виступати до Швейцарії. У нацистів залишився весь архів письменника.

### Америка, війна в Іспанії
З Швейцарії Толлер переїжджає до Франції, Лондон, а потім в США. У 1933 році, в еміграції він випускає одну з найкращих своїх книг — спогади «Юність в Німеччині» (Eine Jugend in Deutschland). В Америці Толлер стає лідером німецьких антифашистів. Він веде агітацію, намагається об'єднати біженців, всіляко допомагає їм, вибиває візи, види на проживання і дозволи на роботу. Сам він, сподіваючись донести свої ідеї через кіно, влаштовується сценаристом в «Metro-Goldwyn-Mayer» — тому не бідує. Але пише Толлер мало — він занадто темпераментний, щоб у відриві від своєї публіки витрачати час на мистецтво. З початком війни в Іспанії Толлер розгортає потужну кампанію допомоги республіці і біженцям, збирає гроші (і сам віддає всі свої заощадження). Він зустрічається з конгресменами і президентом Франкліном Рузвельтом, намагаючись переконати їх, що Іспанія для фашистів лише репетиція великої війни.
Однак з 1937 року Толлер все сильніше страждає від депресії. Зібрана ним для республіки величезна сума грошей потрапляє в руки франкістів. Його брат і сестра перебувають у нацистському концтаборі. Перемога Франко приводить у відчай — 22 травня 1939, в день переможного маршу націоналістів в Мадриді, Толлер повісився у ванній свого номера в нью-йоркському готелі «Мейфлауер». Некрологи про нього написали Уїст Оден, Вільям Батлер Єйтс, Ліон Фейхтвангер, Томас Манн, Зигмунд Фрейд та багато інших.

## Спадщина
2009 рік в Баварії неофіційно став роком пам'яті Ернста Толлера. Товариство Ернста Толлера нагородило своєю почесною премією баварського актора, кабаретиста, телеведучого і письменника Герхарда Польта (нім.). Архів оригіналу за 1 лютого 2012. Процитовано 9 жовтня 2020.
П'єси:
- «Преображення» (Die Wandlung; 1919)
- «Людина-маса» (Masse-Mensch; 1921)
- «Руйнівники машин» (1922)
- «Німецький каліка» (Der deutsche Hinkemann; 1923)
- «Звільнений Вотан» (1923)
- «Помста осміяних коханців»
- «Гоп-ля, ми живемо!» (Hoppla, wir leben! 1927)
- «Сліпа богиня»
- «Гасити котли» (1930)
- «Диво в Америці»
- «Світу не буде»
- «Пастор Халь»

Спогади:
- «Юність в Німеччині» (Eine Jugend in Deutschland), публікувалася по-русски
- «Вздовж і впоперек» (Quer durch)
- «Правосуддя. Пережите» (Justiz. Erlebnis)

Вірші:
- «Пісні ув'язнених» (Gedichte der Gefangenen)
- «Книга ластівок» (Das Schwalbenbuch)
- «Verbruderung»

Фільм:
«Пастор Халь», (Pastor Hall, США, 1940)